# 趙文憲
趙文憲（16世紀—17世紀），字磬東，南直隸寧國府涇縣人，明朝軍事人物。

## 生平
趙文憲是萬曆十年（1582年）的武舉人，二十年（1592年）成武進士，二十六年（1598年）獲授海鹽備倭把總，後陞浙江左遊擊，三十七年（1609年）改任西山參將，官至廣東副總兵、都督僉事。

## 引用
1. 1 2  道光《安徽通志·卷一百二十七·選舉志》：武進士……萬厯二十年壬辰科 趙文憲 涇縣人，官副總兵
2. ↑  道光《安徽通志·卷一百二十八·選舉志》：武舉人……萬厯十年壬午科……趙文憲 涇縣人
3. ↑  嘉慶《寧國府志·卷八·選舉表》：武進士……萬歷……壬辰 趙文憲 廣東副總兵，都督僉事
4. ↑  天啟《海鹽縣圖經·卷十·官師篇第五之下》：備倭把總……趙文憲，涇縣人，武進士，萬曆二十六年任，陞浙江左遊擊。……
5. ↑  乾隆《平湖縣志·卷六·職官下》：（海鹽）備倭把總……（萬曆）二十六年戊戌 趙文憲，字磬東，南直涇縣人，武進士，陸本省左游擊。
6. ↑  《明神宗顯皇帝實錄·卷四百六十》：（萬曆三十七年七月）己丑以原任永騰副總兵陳寅為永騰參將，浙江參將趙文憲為南【西】山參將，五軍七營參將張士顯為柴溝參將，宣大總督遊擊陳効為井坪參將，延綏遊擊姜霆為清平參將，浙江巡撫都司沈有容為天津遊擊。
7. ↑  光緒《西寧縣志·卷八·職官》：參將……趙文憲 南直涇縣人，武進士，（萬曆）三十七年任